# Lijst van nummer 1-hits in Wallonië in 2015
Deze hits stonden in 2015 op nummer 1 in de Waalse Ultratop 50, de bekendste hitlijst in Wallonië.
| Datum        | Artiest                         | Titel                           |
| ------------ | ------------------------------- | ------------------------------- |
| 3 januari    | David Guetta & Sam Martin       | Dangerous                       |
| 10 januari   | Mark Ronson & Bruno Mars        | Uptown funk!                    |
| 17 januari   | Mark Ronson & Bruno Mars        | Uptown funk!                    |
| 24 januari   | Mark Ronson & Bruno Mars        | Uptown funk!                    |
| 31 januari   | Mark Ronson & Bruno Mars        | Uptown funk!                    |
| 7 februari   | Mark Ronson & Bruno Mars        | Uptown funk!                    |
| 14 februari  | Mark Ronson & Bruno Mars        | Uptown funk!                    |
| 21 februari  | Christine and the Queens        | Christine                       |
| 28 februari  | Christine and the Queens        | Christine                       |
| 7 maart      | Christine and the Queens        | Christine                       |
| 14 maart     | Christine and the Queens        | Christine                       |
| 21 maart     | Christine and the Queens        | Christine                       |
| 28 maart     | OMI                             | Cheerleader (Felix Jaehn remix) |
| 4 april      | OMI                             | Cheerleader (Felix Jaehn remix) |
| 11 april     | OMI                             | Cheerleader (Felix Jaehn remix) |
| 18 april     | OMI                             | Cheerleader (Felix Jaehn remix) |
| 25 april     | OMI                             | Cheerleader (Felix Jaehn remix) |
| 2 mei        | OMI                             | Cheerleader (Felix Jaehn remix) |
| 9 mei        | OMI                             | Cheerleader (Felix Jaehn remix) |
| 16 mei       | Alice on the Roof               | Easy come easy go               |
| 23 mei       | Feder & Lyse                    | Goodbye                         |
| 30 mei       | Loïc Nottet                     | Rhythm inside                   |
| 6 juni       | Loïc Nottet                     | Rhythm inside                   |
| 13 juni      | Feder & Lyse                    | Goodbye                         |
| 20 juni      | Feder & Lyse                    | Goodbye                         |
| 27 juni      | Marina Kaye                     | Homeless                        |
| 4 juli       | Marina Kaye                     | Homeless                        |
| 11 juli      | Feder & Lyse                    | Goodbye                         |
| 18 juli      | Lost Frequencies & Janieck Devy | Reality                         |
| 25 juli      | Lost Frequencies & Janieck Devy | Reality                         |
| 1 augustus   | Lost Frequencies & Janieck Devy | Reality                         |
| 8 augustus   | Lost Frequencies & Janieck Devy | Reality                         |
| 15 augustus  | Lost Frequencies & Janieck Devy | Reality                         |
| 22 augustus  | Nicky Jam & Enrique Iglesias    | El perdón                       |
| 29 augustus  | Nicky Jam & Enrique Iglesias    | El perdón                       |
| 5 september  | Mylène Farmer & Sting           | Stolen car                      |
| 12 september | Nicky Jam & Enrique Iglesias    | El perdón                       |
| 19 september | Calvin Harris & Disciples       | How deep is your love           |
| 26 september | Calvin Harris & Disciples       | How deep is your love           |
| 3 oktober    | Calvin Harris & Disciples       | How deep is your love           |
| 10 oktober   | Calvin Harris & Disciples       | How deep is your love           |
| 17 oktober   | Matt Simons                     | Catch & release (Deepend remix) |
| 24 oktober   | Matt Simons                     | Catch & release (Deepend remix) |
| 31 oktober   | Adele                           | Hello                           |
| 7 november   | Adele                           | Hello                           |
| 14 november  | Adele                           | Hello                           |
| 21 november  | Adele                           | Hello                           |
| 28 november  | Adele                           | Hello                           |
| 5 december   | Adele                           | Hello                           |
| 12 december  | Adele                           | Hello                           |
| 19 december  | Adele                           | Hello                           |
| 26 december  | Adele                           | Hello                           |